# ایاد اسماعیلی
ایاد اسماعیلی (انگلیسی: Iyad Issimaila؛ زادهٔ ۱۱ ژانویهٔ ۱۹۸۷) بازیکن فوتبال اهل فرانسه است.
از باشگاه‌هایی که در آن بازی کرده‌است می‌توان به اشاره کرد.